# Bundesliga 2016-17 (Austria)
La temporada 2016-17 fue la 105a edición de la Bundesliga de Austria, la máxima categoría del fútbol profesional en Austria. El campeonato comenzó el 23 de julio de 2016 y finalizó el 28 de mayo de 2017. El FC Red Bull Salzburg se proclamó campeón.

## Formato de competencia
Los diez clubes se enfrentan todos contra todos en cuatro ocasiones (dos en campo propio y otras dos en campo contrario).
Se juega bajo el reglamento FIFA con un sistema de puntuación de 3 puntos por victoria, 1 por empate y ninguno en caso de derrota.
Al término de la fecha 36 el primer clasificado se coronó campeón y obtuvo un cupo para la Segunda ronda de la Liga de Campeones 2017-18, el segundo clasificado obtuvo un cupo para la segunda ronda de la Liga Europa 2017-18, mientras que el tercer clasificado obtuvo un cupo para la Primera ronda; por otro lado el último clasificado descendió a la Primera Liga de Austria 2017-18.
Un tercer cupo para la tercera ronda de la Liga Europa 2017-18 fue asignado al campeón de la Copa de Austria.

## Ascensos y descensos
| Pos. | Descendido de la Bundesliga (Austria) 2015-16 |
| ---- | --------------------------------------------- |
| 10.º | Grödig                                        |

| Pos. | Ascendido de la Erste Liga 2015-16 |
| ---- | ---------------------------------- |
| 1.º  | St. Pölten                         |

## Equipos participantes
| Equipo            | Ubicación        | Estadio                 | Capacidad |
| ----------------- | ---------------- | ----------------------- | --------- |
| Admira Wacker     | María Enzersdorf | Trenkwalder Arena       | 12.000    |
| Austria Viena     | Viena            | Estadio Franz Horr      | 14.100    |
| Mattersburg       | Mattersburgo     | Pappelstadion           | 15.700    |
| Rapid Viena       | Viena            | Estadio Gerhard Hanappi | 18.500    |
| Red Bull Salzburg | Wals-Siezenheim  | Red Bull Arena          | 31.800    |
| Rheindorf Altach  | Altach           | Cashpoint Arena         | 8,900     |
| Ried              | Ried im Innkreis | Keine Sorgen Arena      | 7.680     |
| St. Pölten        | St. Pölten       | NV Arena                | 8.012     |
| Sturm Graz        | Graz             | UPC-Arena               | 15.400    |
| Wolfsberger       | Wolfsberg        | Lavanttal-Arena         | 8.000     |

## Tabla de posiciones
| Pos. | Equipo                | Pts. | PJ | G  | E  | P  | GF | GC | Dif. | Clasificación y descenso 2017-18           |
| ---- | --------------------- | ---- | -- | -- | -- | -- | -- | -- | ---- | ------------------------------------------ |
| 1    | Red Bull Salzburg (C) | 81   | 36 | 25 | 6  | 5  | 74 | 24 | +50  | Tercera ronda de la Liga de Campeones      |
| 2    | Austria Viena         | 63   | 36 | 20 | 3  | 13 | 72 | 50 | +22  | Tercera ronda de la Liga Europea           |
| 3    | Sturm Graz            | 60   | 36 | 19 | 3  | 14 | 55 | 39 | +16  | Segunda ronda de la Liga Europea           |
| 4    | Rheindorf Altach      | 53   | 36 | 15 | 8  | 13 | 46 | 49 | −3   | Primera ronda de la Liga Europea           |
| 5    | Rapid Viena           | 46   | 36 | 12 | 10 | 14 | 52 | 42 | +10  |                                            |
| 6    | Admira                | 46   | 36 | 13 | 7  | 16 | 36 | 55 | −19  |                                            |
| 7    | Mattersburgo          | 43   | 36 | 12 | 7  | 17 | 39 | 54 | −15  |                                            |
| 8    | Wolfsberger           | 42   | 36 | 11 | 9  | 16 | 40 | 59 | −19  |                                            |
| 9    | St. Pölten            | 37   | 36 | 9  | 10 | 17 | 41 | 60 | −19  |                                            |
| 10   | Ried                  | 35   | 36 | 10 | 5  | 21 | 33 | 56 | −23  | Descenso a Primera Liga de Austria 2017-18 |

Actualizado a los partidos jugados el 28 de mayo de 2017.
 Fuente: Soccerway
Criterios de clasificación: 1) Puntos; 2) diferencia de goles; 3) Metas anotadas; 4) Partidos ganados
Notas:
1. ↑  Tras ganar la Copa de Austria 2016-17 el Red Bull Salzburg recibió un cupo para la tercera ronda de la Liga Europea 2017-18, pero al ya encontrarse clasificado a la Liga de Campeones por su posición de liga, el cupo pasa al segundo clasificado, el cupo del segundo paso al tercero y el del tercero paso al cuarto.

## Resultados
| Local \ Visitante | ADM | AUS | MAT | RAP | RBS | RHE | RIE | STP | STU | WOL |
| ----------------- | --- | --- | --- | --- | --- | --- | --- | --- | --- | --- |
| Admira            | —   | 0–2 | 1–0 | 1–2 | 0–4 | 1–2 | 1–0 | 1–1 | 0–3 | 4–1 |
| Austria Viena     | 1–2 | —   | 3–1 | 1–4 | 1–3 | 3–1 | 2–0 | 2–1 | 2–0 | 4–1 |
| Mattersburgo      | 0–1 | 0–2 | —   | 1–1 | 2–1 | 1–2 | 1–1 | 1–1 | 0–2 | 3–1 |
| Rapid Viena       | 4–0 | 0–2 | 3–0 | —   | 0–0 | 1–1 | 5–0 | 1–0 | 1–2 | 0–1 |
| Red Bull Salzburg | 0–1 | 4–1 | 3–1 | 2–1 | —   | 4–1 | 1–0 | 2–0 | 0–1 | 1–1 |
| Rheindorf Altach  | 2–0 | 5–1 | 2–1 | 1–0 | 0–0 | —   | 1–0 | 3–1 | 1–1 | 1–0 |
| Ried              | 2–1 | 1–1 | 2–1 | 4–2 | 0–2 | 2–1 | —   | 1–2 | 1–0 | 0–1 |
| St. Pölten        | 2–1 | 1–2 | 2–2 | 1–1 | 1–5 | 0–1 | 2–3 | —   | 1–3 | 0–4 |
| Sturm Graz        | 0–2 | 3–1 | 2–2 | 1–1 | 3–1 | 3–1 | 1–0 | 1–2 | —   | 3–0 |
| Wolfsberger       | 5–0 | 0–3 | 3–0 | 1–1 | 2–2 | 1–2 | 1–0 | 1–1 | 0–4 | —   |

| Local \ Visitante | ADM | AUS | MAT | RAP | RBS | RHE | RIE | STP | STU | WOL |
| ----------------- | --- | --- | --- | --- | --- | --- | --- | --- | --- | --- |
| Admira            | —   | 1–6 | 0–2 | 3–2 | 1–1 | 1–1 | 1–0 | 2–0 | 1–0 | 3–2 |
| Austria Viena     | 0–2 | —   | 2–0 | 1–1 | 2–3 | 1–3 | 3–0 | 1–2 | 4–1 | 3–0 |
| Mattersburgo      | 2–0 | 0–3 | —   | 1–3 | 2–1 | 1–0 | 2–1 | 1–0 | 1–0 | 2–1 |
| Rapid Viena       | 0–0 | 0–2 | 1–1 | —   | 0–1 | 3–0 | 3–1 | 2–1 | 1–0 | 4–0 |
| Red Bull Salzburg | 2–0 | 5–0 | 1–0 | 1–0 | —   | 1–0 | 1–1 | 2–0 | 1–0 | 3–0 |
| Rheindorf Altach  | 0–0 | 1–1 | 3–0 | 3–1 | 0–5 | —   | 0–2 | 1–2 | 1–2 | 2–1 |
| Ried              | 1–0 | 0–3 | 2–3 | 3–0 | 1–6 | 2–0 | —   | 1–1 | 0–3 | 1–1 |
| St. Pölten        | 2–2 | 2–1 | 1–0 | 1–1 | 1–2 | 3–3 | 1–0 | —   | 2–1 | 1–1 |
| Sturm Graz        | 2–1 | 0–4 | 0–2 | 2–0 | 0–1 | 3–0 | 1–0 | 3–2 | —   | 4–0 |
| Wolfsberger       | 1–1 | 2–1 | 2–2 | 2–1 | 0–2 | 0–0 | 1–0 | 1–0 | 1–0 | —   |

## Goleadores
| Pos. | Jugador             | Club              | Goles |
| ---- | ------------------- | ----------------- | ----- |
| 1    | Olarenwaju Kayode   | Austria Viena     | 17    |
| 2    | Deni Alar           | Sturm Graz        | 16    |
| 3    | Hee-Chan Hwang      | Red Bull Salzburg | 12    |
| 4    | Alexander Grünwald  | Austria Viena     | 11    |
| 4    | Takumi Minamino     | Red Bull Salzburg | 11    |
| 6    | Dimitri Oberlin     | Rheindorf Altach  | 10    |
| 6    | Nikola Dovedan      | Rheindorf Altach  | 10    |
| 6    | Christoph Monschein | Admira            | 10    |
| 9    | Jonathan Soriano    | Red Bull Salzburg | 8     |
| 9    | Patrick Bürger      | Mattersburg       | 8     |